# 우나 힐리
우나 힐리(Una Healy, 1981년 10월 10일 ~ )는 아일랜드의 싱어송라이터이다. 유로비전 송 콘테스트 2006 아일랜드 대표 참가자이며, 브라이언 케네디와 함께 "Every Song Is a Cry for Love"를 불러 최종 3위를 했다. 영국의 걸 그룹 더 새터데이스의 멤버에 합류해 영국에서도 큰 인기를 얻었다.

## 음반 목록
- The Waiting Game (2017)